# 蝴蛃
蝴蛃，记载在《说文解字》及《左傳·宣公十五年》的妖怪，和魑魅一樣是山林的異氣所生，外貌似三岁的小孩、有著人形的精物。

## 参看
中国妖怪列表

### 來源
1. ↑  詹鄞鑫. . 江蘇古籍出版社. 1992年: 85. ISBN 9787805193779.
2. ↑  钟如雄. . 四川人民出版社. 2000年: 370. ISBN 9787220049293.